# Joan Linares Rodríguez
Joan Linares Rodríguez es un exjugador de fútbol sala español que nació en Barcelona el 24 de febrero de 1975. Es hermano del también jugador profesional de fútbol sala Andreu. También fue director deportivo en el FS Valdepeñas de primera división durante 4 años. Actualmente es el entrenador del Futsi Atlético Navalcarnero

## Jugador

### Nacional
| Título           | Club                | País   | Año     |
| ---------------- | ------------------- | ------ | ------- |
| Primera División | CLM Talavera        | España | 1996/97 |
| Primera División | Playas de Castellón | España | 2000/01 |
| Primera División | Inter Fútbol Sala   | España | 2002/03 |
| Primera División | Inter Fútbol Sala   | España | 2003/04 |
| Copa de España   | Inter Fútbol Sala   | España | 2004    |
| Primera División | Inter Fútbol Sala   | España | 2004/05 |
| Copa de España   | Inter Fútbol Sala   | España | 2005    |
| Copa de España   | Inter Fútbol Sala   | España | 2007    |
| Primera División | Inter Fútbol Sala   | España | 2007/08 |

### Internacional
| Título                         | Club                | País   | Año     |
| ------------------------------ | ------------------- | ------ | ------- |
| Campeonato de Europa de Clubes | CLM Talavera        | España | 1997/98 |
| Campeonato de Europa de Clubes | Playas de Castellón | España | 2000/01 |
| Copa de la UEFA                | Playas de Castellón | España | 2001/02 |
| Copa de la UEFA                | Inter Fútbol Sala   | España | 2003/04 |
| Copa de la UEFA                | Inter Fútbol Sala   | España | 2005/06 |

## Entrenador

### Nacional
| Título                       | Club                        | País   | Año     |
| ---------------------------- | --------------------------- | ------ | ------- |
| Supercopa de España femenina | Futsi Atlético Navalcarnero | España | 2024/25 |
| Primera División femenina    | Futsi Atlético Navalcarnero | España | 2024/25 |

### Individual
- MVP de la Primera División de fútbol sala: 1 (1999/00)
- Máximo goleador de la Primera División de fútbol sala: 2 (1997/98 y 1999/00)